# Gåsehud
Gåsehud er to fænomener, der udløses af adrenalin:
- 1. Hårene på huden rejser sig. Det har to funktioner:
  - a. Pelsen bliver tykkere og varmere
  - b. Dyret ser større og farligere ud
- 2. Mennesket får gåsehud, når det fryser, bliver bange, ked af det eller overrasket. Nydelse kan også resultere i gåsehud, f.eks. ved at høre et musikstykke.

En muskel (arrector pili) aktiveres og trækker i hårsækkene, så de peger udad. Mennesker ligner en plukket gås, deraf udtrykket.
| Fysiologi | Spire Denne artikel om fysiologi er en spire som bør udbygges. Du er velkommen til at hjælpe Wikipedia ved at udvide den. |